# الجاينية والسيخية
الجاينية والسيخية ديانتان أصليتان في شبه قارة الهند. رفضت السيخية سلطة الفيدا وأنشأت تقاليد نصية مستقلة تستند إلى كلمات وأمثال معلميهم الأوائل، وفي النهاية طورت طرائق جديدة تمامًا للتفاعل مع المجتمع العلماني.

## التاريخ
الجاينية هي أقدم تقليد حي للسمنية في الهند. يمكن تتبعها في شكلها الحالي إلى بارشفاناثا (قبل ماهافيرا ب250 سنة) وهو التيرثانكارا الثالث والعشرين في الديانة الجاينية. ولد مهافيرا لعائلة حاكمة في بلدة أكشاي الواقعة في ولاية بهار الحديثة. أول تيرثانكارا كان ريشابها، الذي عاش قبل ماهافيرا بفترة طويلة.
تعد السيخية إلى جانب الديانة البهائية أصغر الديانات السماوية في العالم. تأسست السيخية في القرن الخامس عشر في بنجاب في شمال الهند. رغم أنه ولد لأسرة هندوسية في عام 1469 في منطقة بنجاب، تحدى الغورو ناناك الممارسات الموجودة، ويعتبر مؤسس الديانة الجديدة. أحب الغورو السفر والتعرف على المفاهيم والأفكار المتعلقة بالممارسات الروحانية لمختلف الأديان. تضمنت رسالته فلسفة الحب الشامل والولاء لله. بحلول وفاته، كان قد أسس دينًا جديدًا من «التلاميذ» (الشيكشا أو السيخيون) الذين اتبعوا مثاله.

## سلالة المعلمين
كان التيرثانكارا الرابع والعشرين في مجتمع الجاينية هو ماهافيرا، الأخير من السلالة التي عاشت في شرق الهند. تملك السيخية 10 من الغوروز، ونصوص مقدسة تسمى جورو جرانث صاحب وضعها الغورو جوبيند سينغ.

## التعاون المتبادل
لاحظ المؤلف خوشوانت سينج أن العديد من الجاينيين البارزين أعجبوا بالغوروز السيخ وأتوا لنجدتهم في الأوقات الصعبة. عندما كان الغورو السيخي التاسع، غورو تيغ بهادر، في مهمته التبشيرية في شرق الهند، دعاه ساليس راي جوهري وعائلته للبقاء في قصره في باتنا. في أنشودته «هوكامناماس» المرسلة من ولاية آسام، أشار الغورو إلى باتنا باسم غورو-كا-غهار، والتي تعني «منزل الغورو». تبرع ساليس راي بنصف قصره لبناء غوردوارا، جانام ستان، لأن غورو جوبيند سينغ ولد هناك. وفي النصف الثاني، بنى معبد سفيتامبارا الجايني؛ كان لهما جدار مشترك.
كان تودار مال أوسوالي جايني وأصبح ديوانًا في بلاط نواب وزير خان من سيرهند. عندما أعدم نواب ابني الغورو جوبيند سينغ الصغار، نقل تودار مال الأخبار الحزينة إلى جدتهم -التي ماتت من الصدمة. تبرع ديوان تودار مال بذهب عائلته لشراء قطعة صغيرة من الأرض لحرق جثتي طفلي الغورو.

## الممارسات والاختلافات

### ديوالي
تحتفل كلا الديانتين بعيد الديوالي. رغم أن السيخ يحتفلون بيوم باندي شور ديفاس، عودة الغورو السيخي السادس إلى أمريتسار، وهو الغورو هارغوبيند من قاليور. يُنسب الإفراج عن 52 راجا من حصن قاليور إلى هذا الغورو.

### الأهيمسا والنباتية
الجاينيون نباتيون تمامًا، لكن هناك بعض الجماعات والطوائف السيخية (نامدهاريس، وأخاند كيرتاني جاثا، والغورو ناناك إن إس جاي، وهاندسوورث، ودمدامي تاكسال، إلخ) الذين يشجعون على النباتية.
يعتقد غالبية السيخ أن تناول اللحوم في السيخية يرجع لضمير الفرد، فلا علاقة له بالروحانية. يشير خوشوانت سينج أيضًا إلى أن معظم السيخيين هم من أكلة اللحوم ويدينون النباتيين ويصفونهم بأنهم دال خوري (أكلة العدس). يكون الطعام المقدم في الغوردوارا نباتي دائمًا من أجل استيعاب جميع شرائح المجتمع.

### الزهد
ترفض السيخية الزهد -عاش الغوروز كمالكي منازل. قال الغورو ناناك عن الزهد:
الزهد لا يكمن في أردية تزهدية، أو في عصي المشي، ولا في الرماد. الزهد لا يكمن في القراط، ولا في الرأس الحليق، ولا النفخ في المحار. الزهد يكمن في البقاء نقيًا وسط النجاسة. الزهد لا يكمن فقط في الكلمات؛ الزاهد يعامل الجميع على حد سواء. الزهد لا يكمن في زيارة أماكن الدفن، لا يكمن في التجول، أو الاغتسال في أماكن الحج. الزهد هو البقاء نقيًا وسط النجاسة. (سوهي)

### ممارسات أخرى
يلتزم السيخيون بقول الحقيقة في جميع الأوقات ويمارسون التقوى من خلال النام سمران والخدمة الغيرية (سيوا). يبجّل الجاينيون أيضًا الصلاة والتأمل بشكل كبير.
ترفض السيخية النظام الطبقي وتعزز المساواة الاجتماعية والمساواة بين الجنسين، لأن الرجال والنساء يملكون الروح نفسها. الجميع متساوون في نظر الله. يمكن التواصل مع الله بدون كهنة أو وسيط. يكون السيخيون والجاينيون، مثل الهندوس، متقبلين لجميع الأديان ولا يعتقدون أن دينًا واحدًا يحتكر الحقيقة. هناك طرق عديدة للوصول إلى محبة الله وكسب النعمة الإلهية. تُعد إهانة إحدى الديانات الأخرى علامة على الجهل والتعصب. يُعتبر التفاني الشخصي والصلاة الجماعية جزءًا من أسلوب حياة السيخية.

## مفهوم الله
لا يؤمن الجاينيون بمفهوم الله المسؤول عن تجلي الخليقة. يؤمنون بأن الكون أبدي، دون بداية أو نهاية، وأن كل ذلك يحدث بطريقة مستقلة دون الحاجة إلى منسق/إله.
تُعد السيخية ديانة توحيدية، تؤمن بالقوة الفردية للإله الخالق العديم الشكل، إك أونكار، دون نظير لها.

## الأعراف
خلال القرن الثامن عشر، كان هناك عدد من المحاولات لإعداد تصوير أعراف السيخ بشكل دقيق. بدأ العلماء واللاهوتيون من السيخ في عام 1931 بإعداد ريهات مريادا -مدونة سلوك واتفاقيات سيخية. نجحوا بذلك بتحقيق مستوى عالٍ من التوحيد في الممارسات الدينية والاجتماعية للسيخية في جميع أنحاء العالم. تتضمن على 27 مادة. تحدد المادة 1 من هو السيخي:
أي إنسان يؤمن بـ:
- كائن واحد خالد،
- عشرة من الغورو، من الغورو ناناك ديف إلى الغورو جوبيند سينغ،
- الغورو جرانث صاحب،
- تصريحات وتعاليم الغوروز العشر والمعمودية التي نقلها الغورو العاشر، والذي لا يدين بالولاء لأي دين آخر، يُعتبر سيخي.

يُعتبر الصوم ممارسة مقبولة لدى الجاينيين. يأكل السيخ لإشباع الجوع جزئيًا في جميع الأوقات.
حيث يوجد جورو جرانث صاحب، يصبح هذا المكان غوردوارا. النقطة المحورية للعبادة في الغوردوارا (بوابة الله) هي التعاليم الأبدية للجورو جرانث صاحب.
يعرض الجاينيون تماثيل التيرثانكارا في معابدهم. تتضمن الأضرحة الخاصة في المساكن أو في المعابد العامة صورًا للتيرثانكارا، الذين لا يُعبدون لكن يتم تذكرهم وتبجيلهم؛ تتضمن الأضرحة الأخرى صور الآلهة الذين يتم التضرع إليهم للتوسط مع المشاكل الدنيوية. قد تشمل الطقوس اليومية التأمل والاستحمام؛ غسل الصور؛ تقديم الطعام والزهور والمصابيح المضيئة لإبراز الصور؛ وتلاوة الشعارات في اللغة الأرداماغادية، وهي لغة قديمة في شمال شرق الهند ترتبط بالسنسكريتية.